# Klage (Album)
Klage ist das vierte Album der deutschen Gothic-Metal-Gruppe Leichenwetter und erschien 2007 über das Label Metal Axe Records. Es besteht aus Vertonungen von zehn Gedichten deutscher Dichter aus der Zeit von Barock bis ins 20. Jahrhundert.

## Titelliste
1. Altes Lied
2. Klage
3. Allerseelen
4. Schwanenlied
5. Sehnsucht
6. Und die Hörner des Sommers verstummten
7. Requiem
8. Menschliches Elende
9. Gesang der Geister über den Wassern
10. An einem Grabe
11. Requiem (Noise RMX)
12. Klage (Club Mix)

## Zuordnung der Lieder
- Gottfried Benn: Requiem
- Gottfried August Bürger: Schwanenlied
- Johann Wolfgang von Goethe: Gesang der Geister über den Wassern
- Andreas Gryphius: Menschliches Elende
- Heinrich Heine: Altes Lied
- Hermann Hesse: An einem Grabe
- Georg Heym: Und die Hörner des Sommers verstummten
- Georg Trakl: Klage, Allerseelen
- Friedrich Schiller: Sehnsucht

## Rezeption
Im Rock Hard gab Tobias Blum Klage 6 von 10 Punkten und bezeichnete es als weniger überzeugend als den Vorgänger Letzte Worte: „Weil die Band sich ihr Gespür für Hymnen bewahrt hat, liegt das vor allem daran, dass der Sound zwar klar, aber sehr steril geraten ist, so dass das Pathos von netten Songs wie 'Altes Lied' oder 'Gesang der Geister über den Wassern' eher kraftlos verpufft.“ Die beiden Remixe am Ende des Albums bezeichnete er als völlig überflüssig.
Erika Becker lobte auf powermetal.de das Konzept der Gruppe, das Album sei „insgesamt mit seiner überaus anspruchsvollen Idee interessant für an Lyrik interessierte Hörer, die sich durch die Textauswahl von LEICHENWETTER auf die Spur gefühlvoller Gedichte bringen lassen mögen.“ Sie sah jedoch die Gefahr, dass dieses auf die Dauer zum Kitsch werden könnte: „Die ganz großen Melodien, nach denen so wunderbare Lyrik wie Schillers 'Sehnsucht' oder Heines 'Altes Lied' mit ihrem Sinn für die Schönheit von Sprache verlangen, erschaffen LEICHENWETTER noch nicht. Kehrt doch ihr elektrolastiger Klang die verdichtete Ästhetik der Lyrik plötzlich ins Profane. Und an dieser Stelle müssen LEICHENWETTER aufpassen, dass ihr auf Gegensätzen basierendes Konzept nicht zum Kitsch wird.“
Karsten Thurau auf terrorverlag.com sah in dem Album den Beweis, dass der Konzept der Gruppe funktioniere, erachtete aber den Überraschungseffekt als nicht mehr so stark wie bei den vorherigen Werken gegeben: „Der ganz große Aha-Effekt kann anno 2007 nicht mehr erzielt werden, dafür beweisen LEICHENWETTER, dass ihr einzigartiges Konzept auch auf Dauer tragfähig ist, und live sind sie sowieso eine Bank.“